# Plamen Iliev
Plamen Ivanov Iliev (in bulgaro Пламен Иванов Илиев?; Botevgrad, 30 novembre 1991) è un calciatore bulgaro, portiere del Černo More Varna.

## Carriera

### Club
Cresce nel Levski Sofia dove rimarrà per cinque stagioni. Nella stagione 2015-2016 si trasferisce in Romania per giocare con la maglia del FC Botosani, club della massima divisione rumena. Dopo due anni si trasferisce all'Astra Giurgiu, sempre nella massima divisione rumena. Il 12 gennaio 2019 torna a giocare in Bulgaria nel Ludogorets, con cui esordisce il 15 febbraio contro il FK Vereya.

### Nazionale
Plamen ha esordito con la nazionale maggiore della Bulgaria il 29 maggio del 2012 in Turchia-Bulgaria 2-0. Conta diverse presenze anche nella nazionale Under 21 della Bulgaria.

## Palmarès

### Club

#### Competizioni nazionali
- Campionato bulgaro: 2

Ludogorec: 2019-2020, 2020-2021
- Supercoppa di Bulgaria: 1

Ludogorec: 2019